# Die Marquise von O....

Anfang der Erzählung in der Fassung der Erstveröffentlichung in der Zeitschrift Phöbus, 1808, S. 3–32 (hier: S. 3).

Die Marquise von O.... ist eine Novelle von Heinrich von Kleist, die zuerst im Februar 1808 in der Literaturzeitschrift Phöbus erschien. Der genaue Entstehungszeitraum der Erzählung ist nicht bekannt, spätestens Ende 1807 war das Werk jedoch abgeschlossen. Die Handlung spielt in Italien. Kleist selbst hat den Begriff „Novelle“ in Bezug auf dieses Werk nie benutzt, dennoch wurde und wird diese Gattungsbezeichnung oft verwendet.

## Zu Titel und Anzahl der Auslassungspunkte
Der Titel der Erzählung hat in den unter Kleists Aufsicht entstandenen Originalausgaben (Druck im Phöbus von 1808 und im ersten Band der Ausgabe seiner Erzählungen von 1810) vier Auslassungspunkte: Die Marquise von O.... Dennoch ist der Titel häufig in Leseausgaben und sogar in wissenschaftlicher Fachliteratur nur mit drei Auslassungspunkten wiedergegeben. Dies liegt zum einen an der Annahme, Auslassungen erfolgten stets mithilfe eines Dreipunkts, was historisch jedoch nicht zutreffend ist. Zum anderen hat die einflussreiche Kleist-Edition von Helmut Sembdner, die diesen vorlagenwidrigen Texteingriff vorgenommen hat, diese Titelversion weit verbreitet, sodass sie sich bis heute hält. Die allermeisten philologischen Editionen vor und nach Sembdner bewahren hingegen die vier Auslassungspunkte. 
Auch die Auslassungen im Erzähltext selbst – in den Originalausgaben wie in den meisten philologischen Editionen – bestehen nicht durchgehend aus drei Punkten, sondern weisen neben drei (Graf F...) teilweise vier (Marquise von O....) und auch eine schwankende Zahl von Punkten auf (Frau von G..../G...).

## Zum Werk
Obwohl Heinrich von Kleist die dramatische Kunst als literarische Gattung am höchsten schätzte, ließ er sich aus finanziellen Gründen auf das Schreiben von Prosadichtungen ein. In aller Regel wird die Erzählung der Gattung der Novellen zugeordnet.
Ausgangspunkt der Marquise von O.... ist die skandalöse Begebenheit einer unwissentlich zustande gekommenen Schwangerschaft. Durch verschiedene sprachliche Mittel wird der Geschichte ein Eindruck von Authentizität verliehen. Zu diesen Mitteln zählen beispielsweise der Untertitel „Nach einer wahren Begebenheit, deren Schauplatz von Norden nach dem Süden verlegt worden ist“ sowie die Abkürzung der in der Novelle erwähnten Orts- und Personennamen. Letztere legt eine tatsächliche Existenz von Figuren nahe, deren Identität nicht preisgegeben werden darf. Der tatsächliche Wahrheitsgehalt der Novelle ist jedoch fraglich.
Als Schauplatz der Handlung ist Italien zum Zeitpunkt des Zweiten Koalitionskrieges (1799–1802) gewählt.
Als mögliche Quelle gilt der „Essai über die Trunksucht“, den Michel de Montaigne 1588 verfasste. Diese Anekdote handelt von einer im Schlaf durch einen betrunkenen Knecht vergewaltigten Bäuerin. Die Bäuerin heiratet ihren Vergewaltiger, nachdem er ihr die Tat gestanden hat. Außerdem hat Kleist wahrscheinlich die 1798 ohne Verfasserangabe im „Berlinischen Archiv der Zeit und ihres Geschmacks“ erschienene Erzählung „Gerettete Unschuld“ und eine Passage aus Jean-Jacques Rousseaus Briefroman „Julie oder Die neue Heloise“ (1761) gelesen. Daraus hat er weitere Elemente seiner Erzählung gewonnen, wie vor allem die in seinem Werk ausführlich beschriebene Vater-Tochter-Beziehung. In ihrer moralisch-psychologischen Ausrichtung ist die Novelle ferner von Cervantes’ La fuerza de la sangre beeinflusst.

## Hauptfiguren
- Die Marquise von O...., Julietta
- Der Herr von G..., Lorenzo, ihr Vater und Kommandant der Zitadelle (im Werk abwechselnd als „der Obrist“ und „der Kommandant“ bezeichnet)
- Die Frau von G..., ihre Mutter („die Obristin“)
- Der Forstmeister von G..., ihr Bruder
- Der Graf F..., ein russischer Obristlieutenant

## Inhaltsangabe
In Kleists Erzählung wird die Geschichte einer verwitweten Marquise erzählt.
Sie beginnt mit einer sehr ungewöhnlichen Zeitungsannonce, in der „eine Dame von vortrefflichem Ruf […] bekannt machen [ließ], daß sie, ohne ihr Wissen, in andre Umstände gekommen sei, daß der Vater […] sich melden solle; und daß sie […] entschlossen wäre, ihn zu heiraten.“
Anschließend wird rückblickend erzählt, wie es zu dieser Situation gekommen ist: Die Zitadelle bei M..., deren Kommandant der Vater der Marquise ist, wird von russischen Truppen erstürmt. Die Marquise, welche nach dem Tod ihres Gatten zu ihrer Familie gezogen ist, fällt russischen Soldaten in die Hände und wird misshandelt, jedoch von einem russischen Offizier „gerettet“. Der vermeintliche Retter aber stellt sich später als Vergewaltiger der Marquise heraus.
Sei es, weil sie weiß, was geschehen wird, sei es wegen des Schocks – die Marquise fällt in Ohnmacht und erinnert sich hinterher nicht mehr an die Vergewaltigung. Später im Text (Zitat: „Ich will nichts wissen.“) erkennt der Leser, dass die Geschädigte versucht, die Wahrheit zu verdrängen. In ihren Erinnerungen ist der Graf F... nur noch der „edle Retter“.
Nach der Erstürmung der von der Familie bewohnten Zitadelle und deren anschließender Beschlagnahmung durch einen russischen Kommandanten müssen die Bewohner der Festung in ein Haus in der Stadt umziehen. Obwohl es der Familie gemessen an den aktuellen Umständen gut geht, leidet die sonst kerngesunde Marquise an einem unerklärlichen Unwohlsein.
Da die Familie von der Vergewaltigung der Marquise nichts weiß und sich noch immer in der Schuld des Grafen fühlt, ist sie sehr betroffen, als sie erfährt, dass er noch am Tag des Aufbruchs im Kampf erschossen wurde.
Doch entgegen den Berichten überlebt der Graf schwer verletzt. Nach seiner Heilung kehrt er zur Familie des Kommandanten zurück und hält mit einer leidenschaftlichen Liebeserklärung um die Hand der Marquise an. Die Mitglieder ihrer Familie sind dem Grafen nicht abgeneigt, verlangen aber nach einer Bedenkzeit, damit sie und die Marquise den Grafen besser kennenlernen können. Da der Graf jedoch durch wichtige Befehle fortgerufen wird, kann die Bitte nicht gewährt werden.
Von ihrer Schwangerschaft erfährt die Marquise erst, als sie wegen ihres chronischen Unwohlseins von einem Arzt und einer Hebamme untersucht wird. Die Marquise kann sich diese Schwangerschaft nicht erklären, da die Vergewaltigung aus ihrem Gedächtnis verschwunden ist, und hält sie daher zunächst für völlig unmöglich; sie hat Sorge, ihren Verstand zu verlieren, besinnt sich aber („Ihr Verstand, stark genug, in ihrer sonderbaren Lage nicht zu reißen […]“). Ihr Vater führt die Schwangerschaft auf „unsittliches Verhalten“ zurück und wirft sie aus dem Haus. Er will seine Enkel nicht länger in der Obhut der Marquise wissen und veranlasst deshalb seinen Sohn, den Forstmeister von G…, sie ihr zu entreißen. Dies erzürnt die Marquise und vertieft den Bruch zwischen ihr und ihrem Vater. Schweren Herzens verlässt die Marquise mit ihren Kindern die Wohnung und zieht in ihr altes Haus zurück. Sie veröffentlicht in den Zeitungen eine Annonce, in der sie bekannt gibt, dass sie unwissend schwanger geworden sei und dass sich der Vater des Kindes melden möge. Aus „Familienrücksichten“ wäre sie entschlossen, den Vater des Kindes zu heiraten.
Derweil kehrt der Graf F... aus Neapel zurück. Er erfährt, was vorgefallen ist und dass die Marquise nicht mehr im Hause ihres Vaters weilt. Der Graf ist entschlossen, ihr erneut einen Heiratsantrag zu machen. Die Marquise ist überrascht und zeigt sich von dem Antrag alles andere als begeistert. Äußerst schroff, weist sie den ihr gegenüber in der Szene zunehmend übergriffigen Grafen zurück.
In der Zwischenzeit tadelt die Frau des Kommandanten, die in dem Werk auch Obristin genannt wird, ihren Mann wegen seines brutalen Verhaltens. Inzwischen ist eine weitere Annonce erschienen, in der der vermeintliche Vater des Kindes ankündigt, sich der Marquise im Hause ihres Vaters zu Füßen zu werfen. Die Obristin fragt sich nun, ob die Marquise vielleicht im Schlafe vergewaltigt wurde und entschließt sich zu einer List.
Sie fährt zur Marquise und teilt ihr mit, dass sie den Vater des ungeborenen Kindes kenne und es der Jäger Leopardo sei. Als die Obristin anhand der Reaktion der Marquise erkennt, dass diese tatsächlich von nichts weiß, ist sie von ihrer Unschuld überzeugt. Unter Tränen entschuldigt sie sich bei der Marquise und nimmt sie zurück in die Stadt. Nachdem die Obristin dem Kommandanten von allem berichtet hat, entschuldigt auch er sich unter Tränen bei der Marquise und nimmt sie wieder bei sich auf.
Im Hause des Obristen wartet man in äußerster Gespanntheit darauf, dass der Vater des ungeborenen Kindes erscheint. Der Eintreffende ist aber der Graf F... Verwirrt will sich die Marquise in ihre Gemächer zurückziehen, wird jedoch von ihrer Mutter zurückgehalten. Tatsächlich ist der Graf, der aufrichtige Reue zeigt, der Gesuchte. Heulend und schreiend zieht sich die Schwangere zurück und ist im Gegensatz zu ihren Eltern nicht bereit, dem Grafen seine Tat zu vergeben, hat sie ihn doch bisher immer als ihren Retter angesehen.
Ihre Eltern interpretieren diese Reaktion als eine vorübergehende Überreizung ihrer Nerven und arrangieren alles für die bevorstehende Eheschließung. Ein Heiratsvertrag wird aufgesetzt, in welchem der Graf als Ehemann auf alle Rechte verzichtet, sich aber bereit erklärt, allen Pflichten eines solchen nachzukommen.
Nach der Trauung bezieht der Graf eine Wohnung in der Nähe, setzt jedoch keinen Fuß in das Haus des Obristen, in dem die Marquise weiterhin lebt. Sein höfliches Verhalten bei gelegentlichen Begegnungen beruhigt die Familie der Marquise derart, dass er der Taufe seines Sohnes beiwohnen darf. Unter den Geschenken, die die Gäste seinem Sohn darbringen, befindet sich eine Schenkung einer hohen Geldsumme durch den Grafen und sein Testament, in dem er die Marquise als seine alleinige Erbin einsetzt.
Von diesem Tag an darf er beim Obristen vorsprechen. Bald darauf beginnt der Graf erneut, um die Marquise zu werben. Diesmal weist sie ihn nicht ab, da sie ihn mittlerweile lieb gewonnen hat.
Jahre später fragt der Graf seine Gemahlin nach dem Grund, aus dem sie seinen ersten Antrag abgelehnt hatte. Ihre Antwort lautet folgendermaßen: Er wäre ihr damals nicht wie ein Teufel erschienen, wenn er ihr nicht bei seinem ersten Erscheinen wie ein Engel vorgekommen wäre.

## Der berühmte Gedankenstrich
Die Marquise von O.... weist an einer entscheidenden Stelle einen Gedankenstrich auf, der gemeinhin als der berühmteste Gedankenstrich der deutschen Literatur gilt. Nachdem der russische Graf die völlig erschöpfte Marquise vor einer Gruppe Soldaten in Sicherheit gebracht hat, steht der Satz: „Hier – traf er, da bald darauf ihre erschrockenen Frauen erschienen, Anstalten, einen Arzt zu rufen; versicherte, indem er sich den Hut aufsetzte, daß sie sich bald erholen würde; und kehrte in den Kampf zurück.“ Erst am Ende der Erzählung, wenn die Marquise einen Sohn geboren hat, zu dem sich der Graf als Vater bekennt, stellt sich heraus, dass dieser Gedankenstrich den Moment der Schwängerung der Marquise durch den Grafen markiert. Die Finesse der Erzählung besteht darin, dass der Gedankenstrich lediglich den Zeitpunkt, nicht aber die Umstände preisgibt, sodass die Frage, wie genau es dazu kam und ob es sich möglicherweise um eine Vergewaltigung handelt, letztlich nicht eindeutig beantwortet bleibt. Diese Unbestimmtheit erreicht Kleist, indem er mit dem bloßen Gedankenstrich eine konkrete narrative Schilderung der Geschehnisse vermeidet.

## Reaktionen
Als die mit stolzen Worten im Kunstjournal Phöbus angekündigte Erzählung schließlich erschien, waren die Reaktionen hauptsächlich negativ und zeugten von Entrüstung. Die Novelle sei eine abscheuliche, langweilige Geschichte, die kein Frauenzimmer ohne Erröten lesen könne. Auch sonst wohlwollende Betrachter wie der bei Erscheinen der Erzählung 23-jährige Karl August Varnhagen fanden sie eines Dichters nicht würdig.
Anerkennung erhielt Kleist praktisch nur aus seinem Freundeskreis, unter anderem von seinem Mitherausgeber Adam Heinrich Müller. Jener fand die Novelle in Kunst, Art und Stil herrlich.

## Rezeption

### Vertonung
Die Oper Julietta von Heimo Erbse (opera semiseria in vier Akten, op. 15) aus dem Jahre 1957 basiert auf dieser Novelle; Antal Doráti leitete die Uraufführung am 17. August 1959 im Rahmen der Salzburger Festspiele.

### Verfilmungen
Die Marquise von O…. wurde mehrere Male verfilmt:
- 1920 – Die Marquise von O. – Regie: Paul Legband
- 1959 – La Marquise d’O – Regie: Claude Barma
- 1973 – Die Gräfin von Rathenow – Regie: Peter Beauvais
- 1975 – Die Marquise von O. (La marquise d’O) – Regie: Éric Rohmer
- 1989 – Die Marquise von O. – Regie: Hans-Jürgen Syberberg
- 2001 – Julietta – Es ist nicht wie du denkst – Regie: Christoph Stark (verlegt die Handlung in das Deutschland der Gegenwart)
- 2008 – Il seme della discordia – Regie: Pappi Corsicato

### Theater (Auswahl)
- 1933 – Ferdinand Bruckner: Die Marquise von O.[5], UA in Wien, Inszenierungen zuletzt etwa von Christian Pade am Kammertheater Freiburg[6]
- 2011 – She She P. ist die Marquise von O. (Produktion des Performancekollektivs She She Pop im Rahmen des Kleistfestival im Maxim Gorki Theater)[7]
- 2012 – Die Marquise von O. nach Heinrich von Kleist[8] – Volksbühne Berlin, Regie: Frank Castorf, Bühne: Bert Neumann
- 2021 – Wüst. Oder die Marquise von O.... – Faster Pussycat! Kill! Kill![9] von Enis Maci nach Heinrich von Kleist und Russ Meyer – Theater Bremen, Regie: Elsa-Sophie Jach

## Ausgaben
- Heinrich von Kleist: Die Marquise von O.... In: Ders., Adam H. Müller (Hrsg.): Phöbus. Ein Journal für die Kunst. Erster Jahrgang, zweites Stück (Februar 1808), S. 3–32. Nachdruck hrsg. v. Helmut Sembdner. Stuttgart 1961, urn:nbn:de:0070-disa-2104383_001_13.
- Heinrich von Kleist: Die Marquise von O.... In: Ders.: Erzählungen. Mit Einleitung, Nachwort und einem Verzeichnis der Setzfehler versehen und herausgegeben von Thomas Nehrlich. Nachdruck der Ausgabe Berlin 1810/11. Hildesheim: Olms 2011. 2 Bde. Bd. 1, S. 216–306.
- Heinrich von Kleist: Die Marquise von O.... – Mit Zeichnungen von Jan Müller. In neuer deutscher Rechtschreibung und Zeichensetzung mit einem Glossar für den Schulunterricht, Alfa-Veda Verlag, Oebisfelde 2021, ISBN 978-3-945004-65-4.